# Schizochilus lilacinus
Schizochilus lilacinus är en orkidéart som beskrevs av Edmund André Charles Lois Eloi `Ted' Schelpe och Hans Peter Linder. Schizochilus lilacinus ingår i släktet Schizochilus och familjen orkidéer.
Artens utbredningsområde är Mpumalanga. Inga underarter finns listade i Catalogue of Life.